# Международный женский теннисный турнир в Джунии

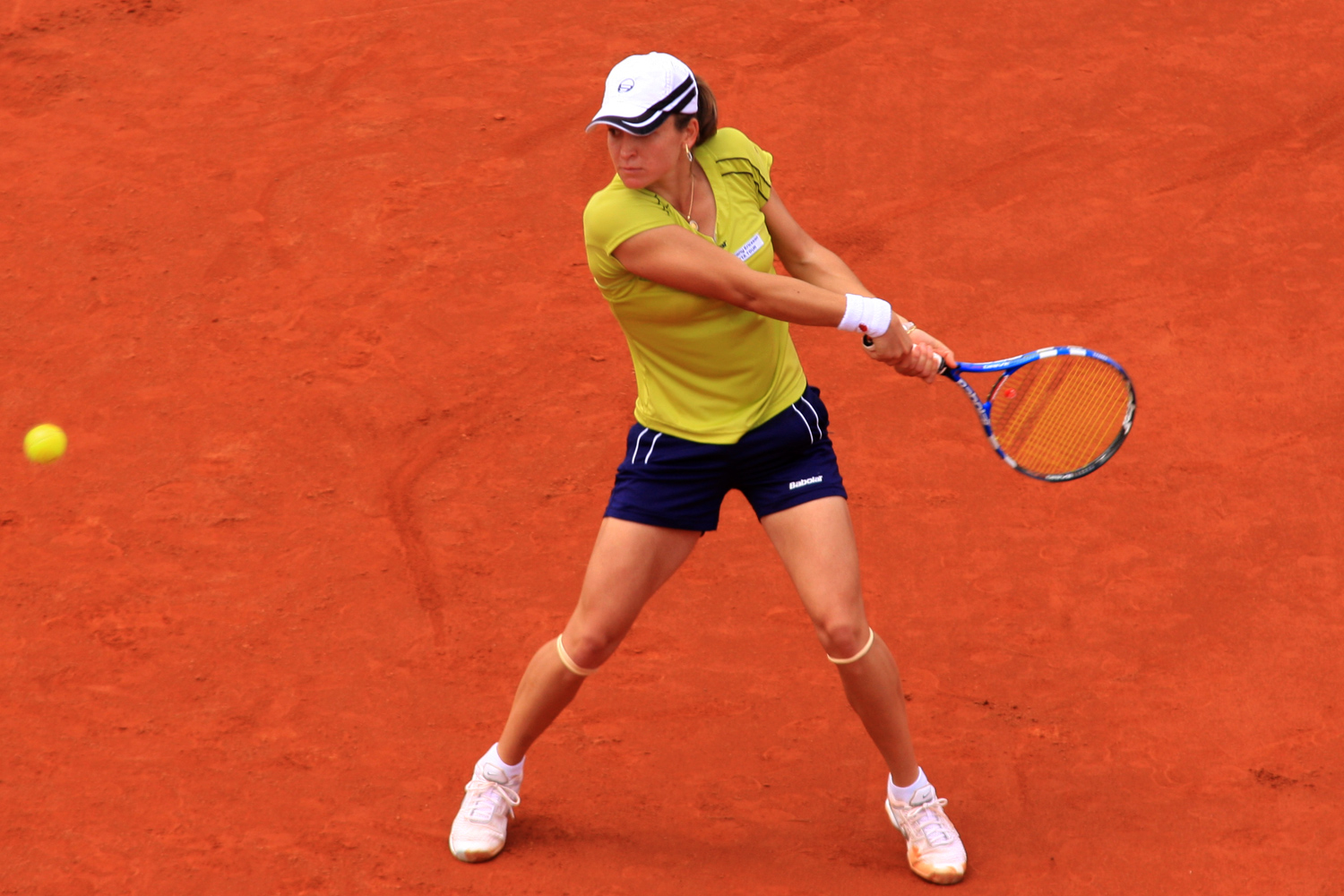
Чемпионка одиночного турнира 2009 года — Александра Дулгеру из Румынии.

Jounieh ITF Women — профессиональный женский теннисный турнир. Играется на открытых кортах с покрытием типа зелёный грунт.
Соревнования проводятся в ливанском городе Джуния, входя в серию женских теннисных турниров, проводящихся осенью в околоевропейском регионе. Соревнования являются одним из последних крупных стартов на грунте в году.

## Финалисты разных лет

### Одиночный турнир
| Год  | Призовые   | Чемпион                | Финалист             | Счёт        |
| ---- | ---------- | ---------------------- | -------------------- | ----------- |
| 2010 | $100,000+H | Петра Цетковская       | Матильда Юханссон    | 6-1 6-3     |
| 2009 | $75,000+H  | Александра Дулгеру     | Зузана Кучова        | 3-6 6-3 6-4 |
| 2008 | $50,000+H  | Ирина-Камелия Бегу     | Анастасия Екимова    | 6-2 6-0     |
| 2007 | $25,000    | Мария Корытцева (2)    | Лаура Зигемунд       | 6-1 6-3     |
| 2005 | $75,000    | Мария Корытцева        | Лурдес Домингес Лино | 7-5 7-5     |
| 2004 | $50,000    | Нурия Льягостера Вивес | Лурдес Домингес Лино | 2-6 6-0 6-4 |
| 2003 | $25,000    | Кира Надь              | Ана Тимотич          | 6-1 7-5     |

### Парный турнир
| Год  | Чемпионы                             | Финалисты                                | Счёт       |
| ---- | ------------------------------------ | ---------------------------------------- | ---------- |
| 2010 | Рената Ворачова Петра Цетковская (2) | Андрея Клепач Ева Бирнерова              | 7-5 6-2    |
| 2009 | Мария Корытцева Дарья Кустова        | Екатерина Деголевич Юлиана Федак         | 6-3 6-4    |
| 2008 | Хайенн Эвейк Анастасия Екимова (2)   | Кармен Клашка Лаура Зигемунд             | 7-5 7-5    |
| 2007 | Ольга Брозда Мария Кондратьева       | Николь Клерико Тельяна Перейра           | 6-3 6-1    |
| 2005 | Мария Корытцева Анастасия Екимова    | Алёна Антипина Гана Шромова              | 7-5 6-2    |
| 2004 | Петра Цетковская Гана Шромова        | Нурия Льягостера Вивес Фредерика Пиедаде | 6-4 6-2    |
| 2003 | Изабель Коллишонн Кира Надь          | Антония Матич Штефани Вайз               | 6-4 7-6(3) |